# Kwadwo Poku
Kwadwo Poku (Kumasi, 19 de fevereiro de 1992) é um futebolista ganês que atua como meia-atacante. Atualmente joga pelo New York City Football Club.

## Clubes

### Categorias de base
Kwadwo jogou nas camadas jovens do Asante Kotoko, clube de sua cidade natal.

### Georgia Revolution
No fim de 2010, Kwadwo se mudou aos Estados Unidos e entrou no então clube da quarta divisão estadunidense, Georgia Revolution, para a temporada 2011. Jogou de 2011 até 2013, e foi um dos destaques da equipe nas campanhas. Em maio de 2013, fez um hat-trick na vitória por 4 a 3 sobre o Real Colorado Foxes na primeira ronda da US Open Cup.

### Atlanta Silverbacks
Kwadwo foi contratado pelo Atlanta Silverbacks em 24 de janeiro de 2014. Durante sua estadia no clube, fez 25 jogos, marcando dois gols, incluindo o gol da vitória aos 46' do segundo tempo contra o Real Salt Lake na quarta ronda da US Open Cup.

### New York City FC
Em janeiro de 2015, Kwadwo foi comprado pelo New York City FC, clube de expansão da MLS após o clube adquirir os direitos do jogador junto ao Seattle Sounders em troca por uma vez no MLS SuperDraft de 2017. Kwadwo rapidamente se tornou um favorito dos fãs do clube por suas boas performances.

## Carreira internacional
Em agosto de 2015, Kwadwo mostrou interesse em jogar pelas seleções de ambos Gana e Estados Unidos.
Em 10 de outubro de 2015, Kwadwo teve sua primeira convocação de Gana para um amistoso contra o Canadá. Jogou por oito minutos como substituto no jogo que terminou em empate por 1 a 1.
Kwadwo possui um green card que também o qualifica como jogador doméstico para propósitos de elenco na MLS.

## Títulos

### Individual
- Jogador do Mês Etihad Airways: agosto de 2015[11]